# Lista de municípios da região Norte do Brasil por PIB per capita
Lista das 100 cidades da Região Norte do Brasil em ordem decrescente de PIB per capita. Dados de 2009

## PIB per capita

### Acima de 30 mil
| Posição | Cidade               | Estado    | PIB Per capita |
| 1       | Mateiros             | Tocantins | 51 362,36      |
| 2       | Parauapebas          | Pará      | 36 772,35      |
| 3       | Barcarena            | Pará      | 35 512,63      |
| 4       | Fortaleza do Tabocão | Tocantins | 31 597,58      |
| 5       | Peixe                | Tocantins | 30 870,07      |
| 6       | Canaã dos Carajás    | Pará      | 30 820,86      |
| 7       | Lagoa da Confusão    | Tocantins | 30 252,26      |

### Acima de 20 mil
| Posição | Cidade                    | Estado    | PIB Per capita |
| 8       | Pimenteiras do Oeste      | Rondônia  | 28 557,41      |
| 9       | São Salvador do Tocantins | Tocantins | 28 440,98      |
| 10      | Miracema do Tocantins     | Tocantins | 28 416,60      |
| 11      | Campos Lindos             | Tocantins | 28 070,09      |
| 12      | Serra do Navio            | Amapá     | 27 572,90      |
| 13      | Rio Crespo                | Rondônia  | 27 342,53      |
| 14      | Tupirama                  | Tocantins | 23 666,14      |
| 15      | Manaus                    | Amazonas  | 23 286,06      |
| 16      | Chupinguaia               | Rondônia  | 23 472,48      |
| 17      | Tucuruí                   | Pará      | 22 602,75      |
| 18      | Pedro Afonso              | Tocantins | 20 423,89      |

### Acima de 16 mil
| Posição | Cidade                    | Estado    | PIB Per capita |
| 19      | Corumbiara                | Rondônia  | 19 918,42      |
| 20      | Cacaulândia               | Rondônia  | 17 874,43      |
| 21      | Bandeirantes do Tocantins | Tocantins | 17 631,14      |
| 22      | Parecis                   | Rondônia  | 17 432,77      |
| 23      | Porto Velho               | Rondônia  | 17 260,03      |
| 24      | Vilhena                   | Rondônia  | 17 000,59      |
| 25      | Sucupira                  | Tocantins | 16 846,02      |
| 26      | Coari                     | Amazonas  | 16 470,12      |
| 27      | Crixás do Tocantins       | Tocantins | 15 796,09      |
| 28      | Cariri do Tocantins       | Tocantins | 15 760,64      |
| 29      | Palmas                    | Tocantins | 15 713,27      |
| 30      | Cabixi                    | Rondônia  | 15 620,43      |
| 31      | Boa Vista                 | Roraima   | 15 325,90      |
| 32      | Pimenta Bueno             | Rondônia  | 15 113,93      |
| 33      | Dueré                     | Tocantins | 15 083,23      |
| 34      | Alvorada                  | Tocantins | 15 067,83      |
| 35      | Marabá                    | Pará      | 15 064,88      |

### Acima de 14 mil
| Posição | Cidade                         | Estado    | PIB Per capita |
| 36      | Presidente Kennedy (Tocantins) | Tocantins | 14 956,31      |
| 37      | Castanheiras                   | Rondônia  | 14 554,90      |
| 38      | Oriximiná                      | Pará      | 14 519,90      |
| 39      | Pugmil                         | Tocantins | 14 368,53      |
| 40      | Tupiratins                     | Tocantins | 14 352,51      |
| 41      | Cerejeiras                     | Rondônia  | 14 314,04      |
| 42      | Palmeirante                    | Tocantins | 13 907,04      |
| 43      | Rio dos Bois                   | Tocantins | 13 890,55      |
| 44      | Santa Rita do Tocantins        | Tocantins | 13 778,53      |
| 45      | Talismã                        | Tocantins | 13 560,56      |
| 46      | Aguiarnópolis                  | Tocantins | 13 560,13      |
| 47      | Figueirópolis                  | Tocantins | 13 468,57      |
| 48      | Alto Alegre dos Parecis        | Rondônia  | 13 540,61      |
| 49      | Formoso do Araguaia            | Tocantins | 13 459,32      |
| 50      | Araguaína                      | Tocantins | 13 227,07      |
| 51      | Candeias do Jamari             | Rondônia  | 13 216,57      |
| 52      | Monte do Carmo                 | Tocantins | 13 138,13      |
| 53      | Bujari                         | Acre      | 13 099,24      |
| 54      | Cujubim                        | Rondônia  | 13 006,74      |

### Acima de 12 mil
| Posição | Cidade                   | Estado    | PIB Per capita |
| 55      | Arraias                  | Tocantins | 12 810,25      |
| 56      | Ferreira Gomes           | Amapá     | 12 774,01      |
| 57      | Pedra Branca do Amapari  | Amapá     | 12 769,37      |
| 58      | Macapá                   | Amapá     | 12 769,16      |
| 59      | Guaraí                   | Tocantins | 12 711,78      |
| 60      | Ji-Paraná                | Rondônia  | 12 625,77      |
| 61      | Bom Jesus do Tocantins   | Tocantins | 12 615,83      |
| 62      | Gurupi                   | Tocantins | 12 568,87      |
| 63      | Alta Floresta d'Oeste    | Rondônia  | 12 554,79      |
| 64      | Rio Branco               | Acre      | 12 542,31      |
| 65      | Vale do Anari            | Rondônia  | 12 537,24      |
| 66      | São Francisco do Guaporé | Rondônia  | 12 406,28      |
| 67      | Theobroma                | Rondônia  | 12 400,60      |
| 68      | Acrelândia               | Acre      | 12 345,40      |
| 69      | Santa Luzia d'Oeste      | Rondônia  | 12 266,58      |
| 70      | Cantá                    | Roraima   | 12 233,38      |
| 71      | São Miguel do Guaporé    | Rondônia  | 12 224,42      |
| 72      | Ariquemes                | Rondônia  | 12 169,14      |
| 73      | Primavera de Rondônia    | Rondônia  | 12 098,63      |
| 74      | Brasilândia do Tocantins | Tocantins | 12 081,42      |
| 75      | Jaru                     | Rondônia  | 12 053,73      |
| 76      | Guajará-Mirim            | Rondônia  | 12 018,52      |

### Acima de 11 mil
| Posição | Cidade                  | Estado    | PIB Per capita |
| 77      | Colorado do Oeste       | Rondônia  | 11 905,73      |
| 78      | Paraíso do Tocantins    | Tocantins | 11 832,33      |
| 79      | Novo Horizonte do Oeste | Rondônia  | 11 655,10      |
| 80      | Araguaçu                | Tocantins | 11 591,84      |
| 81      | Presidente Figueiredo   | Amazonas  | 11 589,66      |
| 82      | Cacoal                  | Rondônia  | 11 552,42      |
| 83      | Calçoene                | Amapá     | 11 543,30      |
| 84      | Belém                   | Pará      | 11 496,24      |
| 85      | Pium                    | Tocantins | 11 489,49      |
| 86      | Monte Negro             | Rondônia  | 11 436,05      |
| 87      | Floresta do Araguaia    | Pará      | 11 415,03      |
| 88      | Rodrigues Alves         | Acre      | 11 379,61      |
| 89      | Santana                 | Amapá     | 11 361,09      |
| 90      | Nova Olinda             | Tocantins | 11 244,68      |
| 91      | Plácido de Castro       | Acre      | 11 209,79      |
| 92      | São Felipe d'Oeste      | Rondônia  | 11 185,12      |
| 93      | Dianópolis              | Tocantins | 11 154,19      |
| 94      | Benevides               | Pará      | 11 139,93      |
| 95      | Almeirim                | Pará      | 11 065,45      |
| 96      | Ouro Preto do Oeste     | Rondônia  | 11 077,85      |
| 97      | Espigão do Oeste        | Rondônia  | 11 063,06      |
| 98      | Senador Guiomard        | Acre      | 11 024,72      |

### Acima de 10 mil
| Posição | Cidade     | Estado | PIB Per capita |
| 99      | Oiapoque   | Amapá  | 10 995,17      |
| 100     | Porto Acre | Acre   | 10 920,91      |

### Cidades por Estado
| Tocantins | 38 |
| Rondônia  | 33 |
| Pará      | 10 |
| Amapá     | 7  |
| Acre      | 7  |
| Amazonas  | 3  |
| Roraima   | 2  |